# Rick Pluimers
Rick Pluimers (* 7. Dezember 2000 in Enter) ist ein niederländischer Radrennfahrer.

## Sportlicher Werdegang
Mit dem Wechsel in die U23 wurde Pluimers 2020 Mitglied im UCI Continental Team Monkey Town-á Bloc CT. Bereits nach einer Saison wechselte er zum neu gegründeten Jumbo-Visma Development Team, bei dem er bis zum Ende der Saison 2022 blieb. Seine beste Platzierung für das Team war der zweite Platz bei Lüttich–Bastogne–Lüttich Espoirs 2021. In der Saison 2022 wurde er wiederholt bei Jumbo-Visma eingesetzt, jedoch wurde er nicht in das UCI WorldTeam übernommen.
Daraufhin erhielt Pluimers zur Saison 2023 einen Vertrag beim Tudor Pro Cycling Team. In seiner ersten Saison als Radprofi erzielte er auf der UCI WorldTour bei der Tour of Guangxi einen zweiten Etappenrang. 2024 musste er aufgrund einer Schleimbeutelentzündung im Knie nach der Flandern-Rundfahrt eine längere Rennpause einlegen. Nach seiner Rückkehr erzielte er im September den zweiten Platz beim Super 8 Classic. 
Im Jahr 2025 gewann er mit der Muscat Classic erstmals ein Rennen als Profi.  

## Familie
Rick Pluimers ist der ältere Bruder von Ilse Pluimers, die ebenso als Radrennfahrerin aktiv ist.

## Erfolge
2018
- Menen-Kemmel-Menen

2022
- Mannschaftszeitfahren Tour de l’Avenir

2025
- Muscat Classic